# Система Трахтенберга
Система Трахтенберга — це система швидкого розрахунку, що складається з безлічі операцій, що легко запам'ятовуються і дозволяють швидко виконувати арифметичні обчислення. Її розробив український єврейський інженер Яків Трахтенберг під час ув'язнення в нацистському концтаборі.
Найважливішими алгоритмами системи є алгоритми для чотирьох базових дій арифметики. Додатково, метод включає кілька спеціальних методів для множення маленьких чисел між 5 і 13.

## Загальне множення
Метод для загального множення — метод отримання добутку a * b = ab з використанням мінімуму проміжних результатів. Це досягається завдяки тому, що остання цифра повністю визначена добутком останніх цифр множників. Це і є тимчасовим результатом. Щоб знайти всі наступні цифри, потрібно скористатися всім, що впливає на ці цифри: проміжний результат, остання цифра числа а, помножена на відповідну цифру числа b, а також відповідна цифра числа а, помножена на останню цифру числа b.

## Загальне додавання
Загальне додавання — спосіб додавання стовпчиків чисел та точної перевірки результату без повторення першої операції. Виводять проміжну суму у вигляді двох рядків цифр. Відповідь отримуємо, взявши суму проміжних результатів з L-подібним алгоритмом. Нарешті, спосіб перевірки, що усуває ризик повторення будь-яких початкових помилок і дозволяє одночасно ідентифікувати точний стовпчик, в якому виникає помилка. Він базується на чековій (або цифровій) сумі, як метод дев'ятидесятників.
Для того, щоб метод був ефективним, різні операції, що виконують на кожному етапі, повинні бути чітко окреслені, інакше існує імовірність похибок.

## Інші алгоритми множення

### Множення на 12
Потрібно почати з цифри, розташованої з правого боку, подвоїти кожну цифру і додати до неї її сусіда. (Під сусідом мається на увазі цифра праворуч.)
Це дає одну цифру результату. Якщо відповідь містить більше однієї цифри, просто переносимо 1 або 2 в наступний регістр.
Приклад: 316 × 12 = 3 792:
У цьому прикладі: остання цифра 6 не має сусіда (тобто цифри, що стоїть праворуч).
6 — сусід одиниці — 1.
одиниця — 1 сусідка трійки — 3.
трійка — 3 сусідка двох доданих зліва нулів.
другий доданий нуль сусід першого.
6 × 2 = 12 (2 переносимо 1)
1 × 2 + 6 + 1 = 9
3 × 2 + 1 = 7
0 × 2 + 3 = 3
0 × 2 + 0 = 0

### Множення на 11
Потрібно додати цифру до її сусіда. (Під сусідом мається на увазі цифра праворуч.)
Приклад: 3425 × 11 = 37675
3425 × 11=(0+3)(3+4)(4+2) (2+5)(5+0)= 37675
Доведення:
11 = 10 + 1
Таким чином,
3425 x 11 = 3425 x (10 + 1) = 34250 + 3425 = 37675.
| Сигма | Це незавершена стаття з математики. Ви можете допомогти проєкту, виправивши або дописавши її. |